# NEXT (nhóm nhạc Trung Quốc)
NEXT Nhạc Hoa Thất Tử (乐华七子NEXT), trước đây là NEX7, là một nhóm nhạc nam gồm 7 thành viên người Trung Quốc thuộc Yuehua Entertainment. Các thành viên của NEXT lần lượt là: Chu Chính Đình, Tất Văn Quân, Hoàng Tân Thuần, Đinh Trạch Nhân, Phạm Thừa Thừa, Lý Quyền Triết và Hoàng Minh Hạo. Nhóm đã phát hành album đầu tiên THE FIRST vào ngày 21 tháng 6 năm 2018[2], và phát hành album đầu tay NEXT BEGINS vào ngày 8 tháng 11 năm 2019[3].

## Lịch sử

### Trước khi ra mắt
Vào tháng 4 năm 2017, Chu Chính Đình và Justin đã tham gia chương trình thực tế tuyển chọn nhóm nhạc nam Mnet Hàn Quốc " Produce 101 mùa 2 ", và bị loại ở vị trí 51 và 43. Tháng 12 năm 2017, cả nhóm tham gia "Idol Producer" show sống còn do iQIYI sản xuất, Hoàng Tân Thuần, Đinh Trạch Nhân, Lý Quyền Triết dừng lại với vị trí 32,26,23, Tất Văn Quân bị loại trong trận chung kết với vị trí thứ 10, Chu Chính Đình, Phạm Thừa Thừa và Justin được chọn vào 9 trận chung kết với 6, 3 và 4 ra mắt cùng với nhóm nhạc định hạn Nine Percent

### 2018
Vào ngày 21 tháng 6, album đầu tiên "THE FIRST" được phát hành, với ca khúc chủ đề " Wait A Minute ". 
Vào ngày 23 tháng 6, Fan meeting đầu tiên được tổ chức ở Thủ đô Bắc Kinh. 
Vào ngày 7 tháng 12, album thứ hai "NEXT TO YOU" được phát hành. "Blah-Blah" và " Back To You " là hai bài hát chủ đề, ngoại trừ ba bài hát Ngoài các bài hát, nó còn bao gồm các đĩa đơn cá nhân của bảy thành viên 
Ngày 15, buổi hòa nhạc lưu diễn thế giới đầu tiên "NEXT TO YOU" đã được tổ chức và nhà ga đầu tiên là tại Shanghai Mercedes-Benz . 
Vào ngày 31 tháng 12, Chương Trình "Ngày mai chúng em không ở nhà" ghi lại quá trình trưởng thành của các thành của nhà sản xuất ngôi sao Weibo trên Sina Weibo đã được khởi chiếu. 

### 2019
Ngày 29 tháng 3, chương trình truyền hình thực tế của nhóm đầu tiên "Thiếu Niên Đáng Mong Chờ" đã được ra mắt trên Mango TV.  
Vào ngày 19 tháng 8, NEX7 trở thành đại sứ của Quảng bá hình ảnh Thành phố Du lịch Paris vào năm 2019. 
Vào ngày 8 tháng 11, NEXT chính thức ra mắt và phát hành album đầu tay "NEXT BEGINS". Bài hát chủ đề là " WYTB ". 
Ngày 26 tháng 11, đĩa đơn của bảy thành viên được phát hành. 

### 2020
Ngày 11 tháng 1, NEX7 trở thành đại sứ của Thành phố cổ Pingyao vào năm 2020

## Thành viên
| Tên                     | Tên             | Tên       | Ngày, tháng, năm sinh và nơi sinh                        | Cung hoàng đạo | Chiều cao, cân nặng | Vị trí                         | Tên Fandom                        | Màu tiếp ứng  | Khẩu hiệu cổ vũ |
| Tiếng Trung (Phiên âm)  | Hán Việt        | Tiếng Anh | Ngày, tháng, năm sinh và nơi sinh                        | Cung hoàng đạo | Chiều cao, cân nặng | Vị trí                         | Tên Fandom                        | Màu tiếp ứng  | Khẩu hiệu cổ vũ |
| ----------------------- | --------------- | --------- | -------------------------------------------------------- | -------------- | ------------------- | ------------------------------ | --------------------------------- | ------------- | --- |
| 朱正廷 (Zhu Zhengting)  | Chu Chính Đình  | Theo      | 18 tháng 3, 1996 Mã An Sơn, An Huy, Trung Quốc           | Song Ngư       | 183cm, 65kg         | Nhóm trưởng, Main Dance, Vocal | Đường Trân Châu                   | Hồng          | "Chu Chính Đình, bạn là hình mẫu lý tưởng của tôi"                                                                   |
| 毕雯珺 (Bi Wenjun)      | Tất Văn Quân    | Bevan     | 21 tháng 11, 1997 Phủ Thuận, Liêu Ninh, Trung Quốc       | Thiên Yết      | 187cm 67kg          | Main Vocal, Visual             | Hắc Bộ Beauty                     | Xanh dương    | "Tất sinh hữu hạnh, dữ Quân đồng hành"                                                                               |
| 黄新淳 (Huang Xinchun)  | Hoàng Tân Thuần | Monkey    | 14 tháng 5, 1998 Giai Mộc Tư, Hắc Long Giang, Trung Quốc | Kim Ngưu       | 183cm, 59kg         | Vocal, Rap                     | Mimosa                            | Vàng chanh    | "Đôi mắt xác nhận đó là Hoàng Tân Thuần của tôi"                                                                     |
| 丁泽仁 (Ding Zeren)     | Đinh Trạch Nhân | Davin     | 19 tháng 11, 1999 Trịnh Châu, Hà Nam, Trung Quốc         | Thiên Yết      | 178cm, 60kg         | Main Dance, Rap, Vocal         | DBABY                             | Xanh lam      | "Lông mày rõ ràng, đôi mắt đẹp như sao, anh hùng tuổi trẻ ngầu và soái Đinh Trạch Nhân"                              |
| 范丞丞 (Fan Chengcheng) | Phạm Thừa Thừa  | Adam      | 16 tháng 6, 2000 Thanh Đảo, Sơn Đông, Trung Quốc         | Song Tử        | 185cm, 66kg         | Rap, Vocal, Visual             | Thừa Tinh                         | Vàng cam      | "Người gặp người yêu Phạm Thừa Thừa, hoa gặp hoa nở Phúc Tây Tây"                                                    |
| 李权哲 (Li Quanzhe)     | Lý Quyền Triết  | Lee       | 22 tháng 1, 2001 Thẩm Dương, Liêu Ninh, Trung Quốc       | Bảo Bình       | 183cm, 63kg         | Vocal                          | Lovelee                           | Trắng         | "Toàn tâm toàn ý chỉ dành cho bạn"                                                                                   |
| 黄明昊 (Huang Minghao)  | Hoàng Minh Hạo  | Justin    | 19 tháng 2, 2002 Ôn Châu, Chiết Giang, Trung Quốc        | Song Ngư       | 184cm, 60kg         | Main Rap, Dance                | Nana (Fan Girl)/ Banana (Fan Boy) | Xanh chồi non | "Nhất sinh nhất thế Hoàng Minh Hạo, Nana vĩnh viễn ở bên bạn. Hoàng Minh Hạo, tôi yêu bạn, tôi yêu bạn, tôi yêu bạn" |

## Show Tham Gia

### Chương trình tạp kỹ
| Năm  | Tên                            | Ngày Phát sóng                | Đài Phát Sóng                   | Thành Viên                                                                           |
| ---- | ------------------------------ | ----------------------------- | ------------------------------- | ------------------------------------------------------------------------------------ |
| 2017 | Produce 101 mùa 2              |                               | Mnet                            | Chu Chính Đình, Justin                                                               |
| 2018 | Idol Producer                  |                               | Iqiyi                           | Cả nhóm                                                                              |
| 2018 | Thanh xuân Hoa lộ              |                               | Iqiyi                           | Chu Chính Đình, Phạm Thừa Thừa, Justin                                               |
| 2018 | Thế giới dũng cảm              | 24 tháng 8                    | Mango TV                        | Cả nhóm (Khách mời, Thừa Thừa không tham Gia). Justin, Trạch Nhân thành viên cố định |
| 2018 | Thế giới dũng cảm              | 1 tháng 9                     | Mango TV                        | Cả nhóm (Khách mời, Thừa Thừa không tham Gia). Justin, Trạch Nhân thành viên cố định |
| 2018 | Hoa hoa vạn vật                | 14 tháng 9                    | Youku                           | Tất cả thành viên (không có Thừa Thừa)                                               |
| 2018 | Cái này! Là slam dunk          | 17 tháng 11                   | Truyền hình vệ tinh Chiết Giang | Tất cả (trừ Justin)                                                                  |
| 2018 | Thực quang kỳ diệu             |                               | iqiyi                           | Chính Đình, Justin, Văn Quân, Tân Thuần (khách mời)                                  |
| 2018 | Nhà hàng hoàn mỹ               |                               | Youku                           | Justin                                                                               |
| 2018 | Happy camp                     | 7 tháng 7                     | Mango TV                        | Cả Nhóm                                                                              |
| 2019 | Thiếu niên đáng mong chờ       |                               | Mango TV                        | Cả Nhóm                                                                              |
| 2019 | Nhật ký bí mật của một cậu bé  |                               | Mango TV                        | Cả Nhóm                                                                              |
| 2019 | Trốn thoát khỏi mật thất       |                               | Mango TV                        | Justin                                                                               |
| 2019 | Lam bản thanh xuân             |                               | Tencent Video                   | Justin                                                                               |
| 2019 | Gặp gỡ thiên đàn               |                               | Mango Tv                        | Justin                                                                               |
| 2019 | Tôi muốn mở một cửa tiệm       |                               | Jiangsu Television              | Justin                                                                               |
| 2019 | Trường thành hùng vĩ           |                               | Beijing Satellite TV            | Justin                                                                               |
| 2019 | Thanh niên Periplous           |                               | Chiết giang                     | Thừa Thừa                                                                            |
| 2019 | Đuổi theo tôi                  |                               | Chiết giang                     | Thừa Thừa                                                                            |
| 2019 | Hành trình Con đường hoa đẹp   |                               | iQiyi                           | Thừa Thừa                                                                            |
| 2019 | Bạn trai của con gái           |                               | Tencent                         | Thừa Thừa                                                                            |
| 2019 | Chúng ta hẹn hò đi             |                               |                                 | Chính Đình                                                                           |
| 2019 | Hoàng Tử son môi               |                               |                                 | Văn Quân                                                                             |
| 2019 | Ngày mai chúng em không ở nhà  |                               | Sina                            | Cả nhóm                                                                              |
| 2019 | Lễ hội người hâm mộ Iqiyi      | 14 tháng 7                    | IQIYI                           | Tất cả thành viên (trừ Văn Quân)                                                     |
| 2019 | Đối tác của Sin Wave           | 26 tháng 10                   | Truyền hình vệ tinh Chiết Giang | Chu Chính Đình, Hoàng Tân Thuần, Đinh Trạch Nhân, Lý Quyền Triết                     |
| 2019 | Đối tác của Sin Wave           | 2 tháng 11                    | Truyền hình vệ tinh Chiết Giang | Tất cả thành viên (Trừ Thừa Thừa)                                                    |
| 2019 | Đuổi theo tôi                  | 29 tháng 11 (ngừng phát sóng) | Truyền hình vệ tinh Chiết Giang | Phạm Thừa Thừa, Tất Văn Quân, Hoàng Tân Thuần, Lý Quyền Triết                        |
| 2020 | Universe Songs Center          | 22 tháng 11                   | YouKu                           | Tất cả thành viên                                                                    |
| 2020 | Tôi+                           |                               | Tencent Video                   | Justin                                                                               |
| 2020 | Xem cuộc sống của tôi          |                               | Youku                           | Justin                                                                               |
| 2020 | Tiệm lướt sóng mùa hè          |                               | IQIYI                           | Justin                                                                               |
| 2020 | Trốn thoát khỏi mật thất mùa 2 |                               | Mango TV                        | Justin                                                                               |
| 2020 | Các anh trai tràn đầy sức sống |                               | Mango TV                        | Justin                                                                               |
| 2020 | Happy Camp                     |                               | Mango TV                        | Justin                                                                               |
| 2020 | Tỷ tỷ đạp gió rẽ sóng          |                               | Mango TV                        | Tất cả thành viên                                                                    |
| 2020 | Keep Running SS4               |                               |                                 | Justin                                                                               |
| 2020 | Youth Periplous 2              |                               | Chiết giang                     | Thừa Thừa                                                                            |
| 2020 | Mr. Housework 2                |                               | iQiyi                           | Thừa Thừa                                                                            |
| 2020 | Fourtry 2                      |                               | iQiyi                           | Thừa Thừa                                                                            |
| 2021 | Kim Khúc Thanh Xuân            |                               | Đông Phương Tv                  | Justin, Chính Đình, Tân Thuần, Trạch Nhân, Quyền Triết                               |
| 2021 | Trốn thoát khỏi mật thất mùa 3 |                               | Mango TV                        | Justin                                                                               |
| 2021 | Thử thách cực hạn mùa 7        |                               | Đông Phương TV                  | Justin                                                                               |

### Đêm hội
| Năm  | Ngày phát sóng  | Nền tảng phát sóng                                  | Tên của chương trình                                                                 | Thành viên tham gia                                              |
| ---- | --------------- | --------------------------------------------------- | ------------------------------------------------------------------------------------ | ---------------------------------------------------------------- |
| 2018 | Ngày 1 tháng 5  |                                                     | "Lễ hội âm nhạc thần tượng Playful Valley"                                           | Tân Thuần, Trạch Nhân, Quyền Triết, Văn Quân                     |
| 2018 | 27 tháng 5      |                                                     | "Yingke Sakura Girls Night"                                                          | Tất cả Thành viên                                                |
| 2018 | 18 tháng 7      |                                                     | "Tuần lễ phim hành động quốc tế Thành Long"                                          | Tất cả Thành viên (trừ Trạch Nhân và Justin)                     |
| 2018 | 19 tháng 8      |                                                     | "Lễ trao bảng xếp hạng bài hát mới châu Á thường niên"                               | Tất cả Thành viên                                                |
| 2018 | 19 tháng 10     | Truyền hình vệ tinh Chiết Giang                     | " Lễ hội mùa thu truyền hình vệ tinh Chiết Giang 2018 '' Douyin là một đêm tuyệt vời | Tất cả nhân viên (trừ Thừa Thừa)                                 |
| 2018 | 01 tháng 11     | Youku                                               | "Lễ trao danh sách nóng chính thức của Tmall Double 11"                              | Tất cả Thành viên                                                |
| 2018 | 3 tháng 11      | Tencent Video                                       | NetEase Cloud "Lễ hội âm nhạc đêm Quách Phong Bliss"                                 | Tất cả Thành viên                                                |
| 2018 | 29 tháng 11     |                                                     | "Liên hoan âm nhạc châu Á"                                                           | Tất cả Thành viên                                                |
| 2018 | 12 tháng 12     | Mango TV                                            | "Double 12 Evening Party"                                                            | Tất cả Thành viên                                                |
| 2018 | 30 tháng 12     | Truyền hình vệ tinh Chiết Giang                     | "Dẫn đầu buổi hòa nhạc giao thừa năm 2019 Love You Still New"                        | Tất cả Thành viên                                                |
| 2018 | 31 tháng 12     | CCTV-6                                              | "Lễ từ thiện kênh phim 2019"                                                         | Tất cả Thành viên                                                |
| 2019 | 5 tháng 2       | Truyền hình vệ tinh Bắc Kinh                        | "Gala Lễ hội mùa xuân của Đài truyền hình vệ tinh Bắc Kinh"                          | Tất cả Thành viên                                                |
| 2019 | 19 tháng 2      | Truyền hình vệ tinh Bắc Kinh                        | "Lễ hội đèn lồng Bắc Kinh Đài Loan"                                                  | Tất cả Thành viên                                                |
| 2019 | ngày 14 tháng 3 |                                                     | "Lễ hội âm nhạc và phim Jingdong"                                                    | Tất cả thành viên (trừ Chu Chính Đình)                           |
| 2019 | 25 tháng Ba     | Dragon TV                                           | " Bảng quảng cáo phương Đông "                                                       | Tất cả thành viên                                                |
| 2019 | 24 tháng 4      | Truyền hình vệ tinh Hồ Nam                          | "Buổi tối nghệ thuật ngày vũ trụ Trung Quốc"                                         | Tất cả thành viên (trừ Tất Văn Quân và Phạm Thừa Thừa)           |
| 2019 | Ngày 1 tháng 5  |                                                     | "Lễ hội âm nhạc Midou"                                                               | Tất cả thành viên (trừ Tất Văn Quân và Phạm Thừa Thừa)           |
| 2019 | 11 tháng 5      |                                                     | "Danh sách nhạc tiên phong"                                                          | Hoàng Tân Thuần, Đinh Trạch Nhân, Lý Quyền Triết, Justin         |
| 2019 | 23 tháng 6      |                                                     | "Lễ hội âm nhạc Guochao Nam Kinh"                                                    | Chu Chính Đình, Hoàng Tân Thuần, Đinh Trạch Nhân, Lý Quyền Triết |
| 2019 | 6 tháng 7       |                                                     | "Lễ hội âm nhạc nhịp tim thế giới hoa"                                               | Hoàng Tân Thuần, Đinh Trạch Nhân, Lý Quyền Triết, Justin         |
| 2019 | 27 tháng 7      | Truyền hình vệ tinh Hồ Nam                          | "Lễ hội Mango thanh niên"                                                            | Tất cả thành viên (trừ Tất Văn Quân và Phạm Thừa Thừa)           |
| 2019 | 27 tháng 7      | Truyền hình vệ tinh Hồ Nam                          | "Lễ hội xoài thanh niên"                                                             | Tất cả thành viên (trừ Tất Văn Quân và Phạm Thừa Thừa)           |
| 2019 | Ngày 9 tháng 9  | Truyền hình vệ tinh Giang Tô                        | "99 Buổi lễ tiết kiệm chi phí"                                                       | Tất cả thành viên                                                |
| 2019 | 26 tháng 10     | Youku                                               | "CGC Girls Collection"                                                               | Tất cả thành viên (trừ Tất Văn Quân và Phạm Thừa Thừa)           |
| 2019 | 31 tháng 10     |                                                     | "Hội nghị xúc tiến đầu tư Mango TV2020"                                              | Tất cả thành viên (trừ Tất Văn Quân và Phạm Thừa Thừa)           |
| 2019 | 4 tháng 11      |                                                     | "CHRIS BY CHRISTOPHER BU 2020"                                                       | Hoàng Tân Thuần, Đinh Trạch Nhân, Lý Quyền Triết                 |
| 2019 | 10 tháng 11     | Truyền hình vệ tinh Chiết Giang , Dragon TV         | " Đêm lễ hội Tmall Double 11 "                                                       | Tất cả thành viên (trừ Phạm Thừa Thừa)                           |
| 2019 | 8 tháng 12      |                                                     | "Lễ hội văn hóa xu hướng Yao YO"                                                     | Tất cả thành viên (trừ Phạm Thừa Thừa)                           |
| 2019 | 28 tháng 12     | Phiên bản núi lửa Douyin                            | "Buổi lễ đẹp đẽ của Vibrato"                                                         | Tất cả thành viên (trừ Tất Văn Quân và Phạm Thừa Thừa)           |
| 2019 | 31 tháng 12     | Truyền hình vệ tinh Chiết Giang                     | "Buổi hòa nhạc đêm giao thừa lễ tạ ơn có bạn năm 2020"                               | Tất cả thành viên                                                |
| 2020 | 10 tháng 1      | Douyin                                              | "Lễ hội núi lửa đêm sáng năm 2020"                                                   | Tất cả thành viên (trừ Tất Văn Quân và Phạm Thừa Thừa)           |
| 2020 | 11 tháng 1      |                                                     | "Lễ trao giải thường niên Tinh tế JSTYLE và Lễ ra mắt năm Pingyao Trung Quốc"        | Tất cả thành viên (trừ Tất Văn Quân)                             |
| 2020 | 25 tháng 1      | Truyền hình vệ tinh Bắc Kinh                        | "Gala Lễ hội mùa xuân của Đài truyền hình vệ tinh Bắc Kinh"                          | Chu Chính Đình, Hoàng Tân Thuần, Đinh Trạch Nhân, Lý Quyền Triết |
| 2020 | 25 tháng 1      | Dragon TV                                           | "Dạ tiệc lễ hội mùa xuân của đài truyền hình rồng Đông Phương 2020"                  | Tất cả thành viên                                                |
| 2020 | 17 tháng 6      | Dragon TV                                           | "618 Super Show"                                                                     | Tất cả thành viên (trừ Văn Quân và Justin)                       |
| 2020 | 16 tháng 10     | Truyền hình vệ tinh Chiết Giang                     | "Lễ hội mùa thu truyền hình vệ tinh Chiết Giang 2020"                                | Tất cả thành viên                                                |
| 2020 | 10 tháng 11     | Youku , truyền hình vệ tinh Chiết Giang , Dragon TV | " Đêm lễ hội Tmall Double 11 "                                                       | Tất cả thành viên                                                |
| 2021 | 19 tháng 1      | Douyin                                              | "Vibrato Star Moving Night"                                                          | Tất cả thành viên                                                |

### Chương Trình radio
| Năm phát sóng | Ngày phát sóng  | Nền tảng phát sóng        | tên của chương trình | Thành viên tham gia                                     | Nhận xét                     |
| ------------- | --------------- | ------------------------- | -------------------- | ------------------------------------------------------- | ---------------------------- |
| 2018          | 27 tháng 12     | FM tiêu chuẩn của đài MBC | " IDOL RADIO "       | Hoàng Tân Thuần, Lý quyền Triết                         | Đặc biệt Hàn Quốc-Trung Quốc |
| 2019          | Ngày 11 tháng 4 | FM tiêu chuẩn của đài MBC | " IDOL RADIO "       | Tất cả nhân viên (trừ Chu Chính Đình và Phạm Thừa Thừa) | Đặc biệt Hàn Quốc-Trung Quốc |

## Âm nhạc

### Nhóm
| Năm  | Tên                           | Album         | Ghi Chú |
| ---- | ----------------------------- | ------------- | ------- |
| 2018 | Wait A Minute                 | THE FIRST     |         |
| 2018 | on & on                       | THE FIRST III |         |
| 2018 | Attention                     | THE FIRST III |         |
| 2018 | Blah-Blah                     | NEXT TO YOU   |         |
| 2018 | Back To You                   | NEXT TO YOU   |         |
| 2018 | Heart Full of You             | THE FIRST II  |         |
| 2018 | Let Me Be Your Fire           | THE FIRST II  |         |
| 2019 | Dream World Tour              |               |         |
| 2019 | WYTB (What you talking ′bout) | NEXT BEGINS   |         |

### Đơn
| Năm phát hành | ngày phát hành  | bài hát            | Nhận xét                                                               |
| ------------- | --------------- | ------------------ | ---------------------------------------------------------------------- |
| 2018          | 7 tháng 7       | "Hãy ở bên bạn"    | Được phát hành trong phần "Don't Talk, Sing" của " Happy Camp "        |
| 2018          | 19 tháng 9      | "Cùng với nhau"    | Bài hát chủ đề của phim " Gu Jian Qi Tan Zhi Liu Yue Zhaoming "        |
| 2019          | 29 tháng Ba     | "Vị thành niên"    | Bài hát chủ đề cùng tên trong chương trình tạp kỹ " Youth Can Expect " |
| 2019          | 8 tháng 7       | "Sứ mệnh số một"   | Bài hát chủ đề cùng tên trong chương trình tạp kỹ " Quest No. 1 "      |
| Năm 2020      | Ngày 30 tháng 9 | "Tình yêu của tôi" | Phát các bài hát trong " Universal Song Center "                       |

## Tạp Chí
| năm      | Tên tạp chí              | Số kỳ                             | Thành viên tham gia                                            | Nhận xét                        |
| -------- | ------------------------ | --------------------------------- | -------------------------------------------------------------- | ------------------------------- |
| 2018     | Bazaar men               | Chap 404                          | Tất cả thành viên                                              | Tạp chí vật lý                  |
| 2018     | YOHO! Xu hướng           | Số tháng 6                        | Tất cả thành viên                                              | Tạp chí vật lý                  |
| 2018     | Uno nam                  | Số tháng 6                        | Tất cả thành viên                                              | Tạp chí vật lý                  |
| 2018     | InStyle Youjia Pictorial | Sự thống trị của hoàng đế tập 494 | Tất cả thành viên                                              | Tạp chí vật lý                  |
| 2018     | OK! Tuyệt vời            | Chap 157                          | Tất cả thành viên                                              | Tạp chí vật lý                  |
| 2019     | Thế giới blog            | Chap 301                          | Tất Văn Quân, Hoàng Tân Thuần, Đinh Trạch Nhân, Lý Quyền Triết | Tạp chí vật lý                  |
| 2019     | ELLEMEN New Youth        | Tháng mười một                    | Tất cả thành viên                                              | Tạp chí điện tử, tạp chí vật lý |
| Năm 2020 | JSTYLE tinh tế           | không áp dụng                     | Tất cả thành viên                                              | Tạp chí                         |

## Đại Diện Quảng cáo
| năm      | tên sản phẩm                  | Thành viên tham gia |
| -------- | ----------------------------- | ------------------- |
| 2018     | Ctrip.com                     | Tất cả thành viên   |
| 2018     | Olay                          | Tất cả thành viên   |
| 2018     | SKECHERS (SKECHERS)           | Tất cả thành viên   |
| 2018     | Xtep                          | Tất cả thành viên   |
| 2018     | Carslan (thẻ Zi Lan)          | Tất cả thành viên   |
| 2018     | Secoo ( Secoo )               | Tất cả thành viên   |
| 2018     | SOVYA ( Suowei Ya)            | Tất cả thành viên   |
| 2018     | Mặt nạ nhỏ bối rối            | Tất cả thành viên   |
| 2019     | Xtep                          | Tất cả thành viên   |
| 2019     | Avon                          | Tất cả thành viên   |
| 2019     | Hugo Boss Early Spring Series | Tất cả thành viên   |
| Năm 2020 | Bộ thể thao dưới nước BARREL  | Tất cả thành viên   |
| Năm 2020 | Xtep                          | Tất cả thành viên   |

## Hoạt động thương mại
| năm  | ngày         | vị trí     | Nhãn hiệu             | Thành viên tham gia                                            | Nhận xét                                                             |
| ---- | ------------ | ---------- | --------------------- | -------------------------------------------------------------- | -------------------------------------------------------------------- |
| 2018 | 25 tháng 4   | Hàng châu  | Olay                  | Tất cả thành viên                                              | Tham dự sự kiện Ngày thương hiệu Olay Tmall                          |
| 2018 | 28 tháng 4   | Thượng Hải | Hơi bối rối           | Tất Văn Quân, Hoàng Tân Thuần, Đinh Trạch Nhân, Lý Quyền Triết | Tham dự hội nghị nâng cấp thương hiệu Xiaoluo và ra mắt sản phẩm mới |
| 2018 | 10 tháng 5   | Bắc Kinh   | Crocs                 | Tất cả thành viên                                              | Tham dự sự kiện phát sóng trực tiếp Ngày hội tụ tập Crocs Tmall      |
| 2018 | 11 tháng 5   | Bắc Kinh   | Adidas                | Tất cả thành viên                                              | Tham dự các hoạt động trong phòng thí nghiệm lỗ não Adidas Neo       |
| 2018 | 18 tháng 5   | Thượng Hải | Thủy triều            | Tất Văn Quân, Hoàng Tân Thuần, Đinh Trạch Nhân, Lý Quyền Triết | Tham dự sự kiện thương hiệu Tide                                     |
| 2018 | May 24       | Quảng châu | Olay                  | Chu Chính Đình, Tất Văn Quân, Justin                           | Tham dự hội nghị đổi mới toàn cầu về kem bong bóng Olay              |
| 2018 | 31 tháng 5   | Thượng Hải | xinh đẹp              | Tất cả thành viên (trừ Phạm Thừa Thừa và Tất Văn Quân)         | Tham dự hội nghị ra mắt sản phẩm mới của Midea                       |
| 2018 | 1 tháng 6    | Phúc châu  | Carbine               | Tất Văn Quân, Hoàng Tân Thuần, Đinh Trạch Nhân, Lý Quyền Triết | Đã tham dự Cuộc họp Salon VIP của Mr. Cabin của "Tide Young"         |
| 2018 | 15 tháng 6   | Bắc Kinh   | Dell                  | Tất cả thành viên                                              | Đã tham dự buổi lễ thương hiệu Dell 615                              |
| 2018 | 6 tháng 7    | Chengdu    | MAC                   | Chu Chính Đình, Tất Văn Quân, Justin                           | Tham dự sự kiện truyền thông của M · A · C Magic Eyeshadow           |
| 2018 | 28 tháng 7   | Tây An     | Carbine               | Tất Văn Quân, Hoàng Tân Thuần, Đinh Trạch Nhân, Lý Quyền Triết | Tham dự lễ khai trương gian hàng Trung Quốc Tây An Carbin            |
| 2018 | 6 tháng 8    | Trường sa  | Xtep                  | Tất cả thành viên                                              | Tham dự khai trương Trường Sa Xtep                                   |
| 2018 | 9 tháng 8    | Bắc Kinh   | Nhìn vào truyện tranh | Tất cả thành viên                                              | Sự kiện trực tiếp trực tuyến                                         |
| 2018 | 21 tháng Tám | Thượng Hải | Donnie                | Tất cả thành viên                                              | Đã tham dự sự kiện thương hiệu Donnie                                |
| 2018 | 22 tháng 9   | Bắc Kinh   | Xtep                  | Hoàng Tân Thuần, Lý Quyền Triết                                | Xtep Penguin Run                                                     |
| 2018 | 9 tháng 12   | Thượng Hải | Xtep                  | Tất cả thành viên                                              | Sáng tạo trực tuyến mùa đông                                         |
| 2019 | 29 tháng 5   | Hàng châu  | Avon                  | Tất cả thành viên (trừ Phạm Thừa Thừa)                         | Hội nghị ra mắt sản phẩm mới của Avon                                |
| 2019 | 31 tháng 8   | Thượng Hải | Skechers              | Tất cả thành viên                                              | Tham dự "Công viên Xu hướng Skechers"                                |
| 2019 | 7 tháng 8    | Hạ Môn     | Xtep                  | Hoàng Tân Thuần, Đinh Trạch Nhân                               | Penguin Run • Run King                                               |
| 2019 | 01 tháng 11  | Thượng Hải | Xtep                  | Tất cả thành viên (trừ Phạm Thừa Thừa)                         | Trực tuyến                                                           |
| 2019 | 24 tháng 11  | Thượng Hải | Boss Hugo Boss        | Tất cả thành viên (trừ Phạm Thừa Thừa)                         | Hoạt động thương hiệu                                                |

## Fan meeting
| năm                                                | ngày                                               | thành phố                                          | Hội họp                                                             |
| Buổi họp mặt người hâm mộ chuyến lưu diễn đầu tiên | Buổi họp mặt người hâm mộ chuyến lưu diễn đầu tiên | Buổi họp mặt người hâm mộ chuyến lưu diễn đầu tiên | Buổi họp mặt người hâm mộ chuyến lưu diễn đầu tiên                  |
| -------------------------------------------------- | -------------------------------------------------- | -------------------------------------------------- | ------------------------------------------------------------------- |
| 2018                                               | 23 tháng 6                                         | Bắc Kinh                                           | Nhà thi đấu Thủ đô Bắc Kinh                                         |
| 2018                                               | 6 tháng 7                                          | Chengdu                                            | Sân vận động Thành Đô Tứ Xuyên                                      |
| 2018                                               | 14 tháng 7                                         | Bangkok, Thái Lan                                  | Bangkapi MCC Hall, Bangkok, Thái Lan                                |
| 2018                                               | 21 tháng 7                                         | Thượng Hải                                         | Trung tâm Hội nghị và Triển lãm Quốc gia Thượng Hải Hội trường Hồng |
| 2018                                               | 11 tháng 8                                         | Thâm Quyến                                         | Sân vận động Cocoon mùa xuân Thâm Quyến                             |
| 2018                                               | 18 tháng 8                                         | Quảng châu                                         | Nhà thi đấu Quảng Châu                                              |
| 2018                                               | 8 tháng 9                                          | Nam Kinh                                           | Nhà thi đấu Trung tâm thể thao Olympic Nam Kinh                     |

## Chuyến tham quan thế giới
| năm                                                        | ngày                                                       | thành phố                                                  | Hội họp                                                    |
| Chuyến lưu diễn vòng quanh thế giới đầu tiên "NEXT TO YOU" | Chuyến lưu diễn vòng quanh thế giới đầu tiên "NEXT TO YOU" | Chuyến lưu diễn vòng quanh thế giới đầu tiên "NEXT TO YOU" | Chuyến lưu diễn vòng quanh thế giới đầu tiên "NEXT TO YOU" |
| ---------------------------------------------------------- | ---------------------------------------------------------- | ---------------------------------------------------------- | ---------------------------------------------------------- |
| 2018                                                       | 15 tháng 12                                                | Thượng Hải                                                 | Nhà thi đấu Mercedes-Benz Thượng Hải                       |
| 2018                                                       | 22 tháng 12                                                | Thiên tân                                                  | Sân vận động Thiên Tân                                     |
| 2019                                                       | 24 tháng 2                                                 | Malaysia                                                   | DWC Kuala Lumpur, Malaysia                                 |
| 2019                                                       | 23 tháng 3                                                 | nước Thái Lan                                              | GMM Live House, Bangkok, Thái Lan                          |
| 2019                                                       | 30 tháng 3                                                 | Hồng Kông                                                  | Hong Kong ASIAWORLD-EXPO HALL 10                           |

## YueHua family concenct
| năm  | ngày       | thành phố | Hội họp                          |
| ---- | ---------- | --------- | -------------------------------- |
| 2019 | 2 tháng 6  | Macao     | Đấu trường Cotai, Venetian Macao |
| 2021 | 17 tháng 7 | Tô Châu   | Sân vận động tổ chim             |

### Sự kiện ký album
| năm                                          | ngày                                         | thành phố                                    |
| Sự kiện ký tặng album đầu tiên "NEXT TO YOU" | Sự kiện ký tặng album đầu tiên "NEXT TO YOU" | Sự kiện ký tặng album đầu tiên "NEXT TO YOU" |
| -------------------------------------------- | -------------------------------------------- | -------------------------------------------- |
| 2019                                         | 1 tháng 6                                    | Macao                                        |

## Giải thưởng
| Năm phát hành | Lễ trao giải                                           | Tên giải thưởng                                          | kết quả          |
| ------------- | ------------------------------------------------------ | -------------------------------------------------------- | ---------------- |
| 2018          | "Lễ trao bảng xếp hạng bài hát mới châu Á thường niên" | Sự kết hợp phổ biến nhất                                 | Trao giải thưởng |
| 2018          | "Lễ hội âm nhạc đêm phúc lạc Quách Phong"              | Sự kết hợp tốt nhất giữa phong cách dân tộc và tiên tiến | Trao giải thưởng |
| 2018          | "Liên hoan âm nhạc châu Á"                             | Đội nam có ảnh hưởng nhất trong năm                      | Trao giải thưởng |
| 2018          | "Lễ hội thời trang Sohu"                               | Nhóm nhạc thần tượng của năm                             | Đề cử            |
| 2019          | " Lễ hội âm nhạc Fengyun Bang Phương Đông lần thứ 26 " | Đội nam nổi tiếng Châu Á                                 | Trao giải thưởng |
| 2019          | " Lễ hội âm nhạc Fengyun Bang Phương Đông lần thứ 26 " | Nhóm nhạc nam thần tượng nổi tiếng nhất                  | Trao giải thưởng |
| 2019          | "Kỷ niệm 31 năm Danh sách Tiên phong Âm nhạc"          | Nhóm tiên phong nổi tiếng nhất Châu Á                    | Trao giải thưởng |
| 2019          | "Lễ hội âm nhạc và bài hát Trung Quốc lần thứ 22"      | Sự kết hợp phổ biến nhất của năm                         | Đề cử            |
| Năm 2020      | "Buổi lễ phong cách cửa hàng"                          | Sự kết hợp phổ biến của năm                              | Trao giải thưởng |
| Năm 2021      | "Vibrato Star Moving Night"                            | Nhóm nổi tiếng của năm                                   | Trao giải thưởng |

## Từ thiện

### Hành động
Vào năm 2019, trong chương trình truyền hình thực tế " Tuổi trẻ có thể mong đợi" của Mango TV về việc khám phá mối quan hệ giữa chủ và người học việc , Trương Mạn Ngọc đã khởi xướng hoạt động quyên góp cho động vật đi lạc. Tất cả các thành viên NEX7 và Sư phụ sẽ tắm cho chó hoang, quyên góp và cho thức ăn cho chó. 
Vào ngày 26 tháng 1 năm 2020, trong sự lây lan của virus coronavirus mới 2019 , NEXT đã quyên góp 300.000 NDT để hỗ trợ việc kiểm soát dịch bệnh ở Vũ Hán, Trung Quốc . 
| năm  | Người khởi xướng                      | Tên dự án        | Nhận xét                               |
| ---- | ------------------------------------- | ---------------- | -------------------------------------- |
| 2019 | Quỹ xóa đói giảm nghèo của Trung Quốc | 95 Tuần từ thiện | Nhân viên hành động ngôi sao "Yi Lian" |